# 真野和夫
真野 和夫（まの かずお、1945年 - ）は、日本の考古学者。元大分県立歴史博物館副館長。元大分県立先哲史料館副館長。専門は日本考古学、豊後刀。

## 略歴
- 九州大学文学部卒業。
- 宇佐風土記の丘副館長、大分県立歴史博物館副館長、大分県立先哲史料館副館長を歴任。

## 著書
- 『邪馬台国論争の終焉』私家版、2009年9月[1]。 全国書誌番号:21765007
- 『「論争の終焉」シリーズ 2 三角縁神獣鏡の編年と分類』私家版、2014年5月。 全国書誌番号:22419692

### 共著
- 『八女市文化財調査報告書3：中尾谷窯跡群』八女市教育委員会、1970年。doi:10.24484/sitereports.83942

### 論文等
- 「豊後の寺々」小田富士雄編『風土記の考古学 4 豊後国風土記の巻』同成社、1995年5月。 ISBN 4-88621-119-4
- 「虚空蔵寺跡出土法隆寺系忍冬唐草文I類軒平瓦に関する覚書」『大分県立歴史博物館研究紀要』第1号、2000年3月、23-33頁。 ISSN 1345-8205